# Danny Vizcaíno
Danny Vizcaíno (9 de octubre de 1977) es un deportista dominicano que compitió en taekwondo. Ganó una medalla en los Juegos Panamericanos de 1999, y tres medallas en el Campeonato Panamericano de Taekwondo entre los años 1996 y 2000.

## Palmarés internacional
| Juegos Panamericanos    | Juegos Panamericanos | Juegos Panamericanos | Juegos Panamericanos |
| Año                     | Lugar                | Medalla              | Categoría            |
| ----------------------- | -------------------- | -------------------- | -------------------- |
| 1999                    | Winnipeg (Canadá)    | Medalla de bronce    | –58 kg               |
| Campeonato Panamericano |                      |                      |                      |
| Año                     | Lugar                | Medalla              | Categoría            |
| 1996                    | La Habana (Cuba)     | Medalla de oro       | –54 kg               |
| 1998                    | Lima (Perú)          | Medalla de bronce    | –54 kg               |
| 2000                    | Oranjestad (Aruba)   | Medalla de oro       | –58 kg               |